# نيكولا كوبر
نيكولا كوبر (بالإنجليزية: Nicola Cowper)‏ هي ممثلة بريطانية، ولدت في 21 ديسمبر 1967 في لندن في المملكة المتحدة.

## أعمال

### أفلام
- دريم شايلد

## وصلات خارجية
- نيكولا كوبر على موقع IMDb (الإنجليزية)
- نيكولا كوبر على موقع أول موفي (الإنجليزية)
- نيكولا كوبر على موقع قاعدة بيانات الفيلم (الإنجليزية)